# 1724 Vladimir
1724 Vladimir là một tiểu hành tinh vành đai chính với chu kỳ quỹ đạo là 1629.7307065 ngày (4.46 năm).
Nó được phát hiện ngày 28 tháng 2 năm 1932.